# Pavla Vincourová
Pavla Vincourová-Šmídová (Brno, 12 novembre 1992) è una pallavolista ceca, palleggiatrice.

## Carriera

### Club
La carriera di Pavla Vincourová inizia nelle giovanili del Královo Pole di Brno nel 2005, per poi passare in prima squadra a partire dalla stagione 2007-08, nella Extraliga ceca: con il club di Brno resta legata per cinque stagioni.
Nella stagione 2012-13 passa al Prostějov, sempre in Extraliga, dove, in due annate, vince due scudetti e due Coppe della Repubblica Ceca consecutive; nella stagione 2014-15 si trasferisce in Italia, ingaggiata dalla Savino Del Bene di Scandicci, in Serie A1.
Per il campionato 2015-16 veste la maglia del Budowlani Łódź, nella Liga Siatkówki Kobiet polacca, dove resta per tre annate vincendo la Supercoppa polacca 2017 e la Coppa di Polonia 2017-18. Per la stagione 2018-19 si accorda con il Trefl Proxima Kraków, sempre nella massima divisione polacca ma a causa della chiusura della società di Cracovia prima dell'inizio del campionato rientra in patria, dove disputa la Extraliga con l'Olymp Praha.
Ritorna tuttavia a disputare la Liga Siatkówki Kobiet nella stagione 2019-20, quando viene ingaggiata dal BKS di Bielsko-Biała, interrompendo tuttavia il contratto nel dicembre 2019 per una gravidanza.

### Nazionale
Dal 2006 al 2009 è convocata nella nazionale under 18 ceca, da 2008 al 2010 in quella under 19, con cui vince la medaglia di bronzo al campionato europeo 2010, e dal 2009 al 2011 in quella under 20.
Nel 2011 ottiene le prime convocazioni nella nazionale maggiore, con cui si aggiudica la medaglia d'oro all'European League 2012 e all'European Golden League 2019, oltre all'argento alla Volleyball Challenger Cup 2019.

## Palmarès

### Club
- Campionato ceco: 2

2012-13, 2013-14
- Coppa della Repubblica Ceca: 2

2012-13, 2013-14
- Coppa di Polonia: 1

2017-18
- Supercoppa polacca: 1

2017

### Nazionale (competizioni minori)
- Campionato europeo under 19 2010
- European League 2012
- European Golden League 2019
- Volleyball Challenger Cup 2019